# Columba iriditorques
Columba iriditorques, comummente conhecida como pombo-de-nuca-bronzeada, é uma espécie de ave da família dos columbídeos.
Pode ser encontrada nos seguintes países: Angola, Benin, Camarões, República Centro-Africana, República do Congo, República Democrática do Congo, Costa do Marfim, Guiné Equatorial, Gabão, Gana, Guiné, Libéria, Nigéria, Serra Leoa, Sudão, Togo, Uganda e Zâmbia.